# Dalbergia sandakanensis
Dalbergia sandakanensis är en ärtväxtart som beskrevs av Sunarno och Hiro Ohashi. Dalbergia sandakanensis ingår i släktet Dalbergia, och familjen ärtväxter. Inga underarter finns listade i Catalogue of Life.